# 塔季揚娜·福布斯
塔季揚娜·福布斯（英語：Tatyana Forbes，1997年6月27日—）是一名出生於美國華盛頓州的壘球選手，司職外野手。她曾隨隊參加2017年泛美女子壘球錦標賽，結果獲得銀牌。

## 外部連結
- 塔季揚娜·福布斯的X（前Twitter）
- 塔季揚娜·福布斯的Instagram帳戶